# Epidendrum anoglossum
Epidendrum anoglossum är en orkidéart som beskrevs av Rudolf Schlechter. Epidendrum anoglossum ingår i släktet Epidendrum och familjen orkidéer. Inga underarter finns listade i Catalogue of Life.